# Daphnopsis filipedunculata
Daphnopsis filipedunculata är en tibastväxtart som beskrevs av L.I. Nevling och K. Barringer. Daphnopsis filipedunculata ingår i släktet Daphnopsis och familjen tibastväxter. Inga underarter finns listade i Catalogue of Life.